# Atomski polmer
Atomski polmer kemijskega elementa je merilo velikosti njegovega atoma in običajno pomeni tipično razdaljo od jedra do meje elektronskega oblaka, ki ga obdaja. Glede na to, da meja oblaka ni točno definirana fizikalna količina, obstaja več neenakovrednih definicij atomskega polmera.
Izraz se lahko odvisno od definicije uporablja samo za osamljene atome, lahko pa tudi za kondenzirano snov, kovalentno vez v molekuli ter v ionizirana in vzbujena stanja. Vrednost atomskega polmera se lahko dobi eksperimentalno ali se jo izračuna iz teoretičnih modelov. V nekaterih definicijah je vrednost polmera lahko odvisna od atomskega stanja in konteksta.
Pojem atomskega polmera je težko definirati, ker elektroni nimajo definiranih orbital ali ostro omejene svobode gibanja. Njihova lega mora biti zato opisana s porazdelitvijo verjetnosti, ki se postopoma manjša, ko se elektron brez ostre prekinitve oddaljujejo od jedra. Eletronski oblaki se v kondenzirani snovi in molekulah običajno tudi delno prekrivajo, nekaj elektronov pa se lahko prosto giblje po večjem prostoru, ki obdaja dva ali več atomov.
Atomski polmeri izoliranih nevtralnih atomov so v večini definicij kljub konceptualnim težavam na območju od 30 do 300 pm. Polmer atoma je torej več kot 10000 krat večji od polmera njegovega jedra, ki meri 1-10 fm (10−15 m) in manj kot 1/1000 valovne dolžine vidne svetlobe (400-700 nm).
Za mnoge namene se atomi lahko modelirajo kot kroglice. Takšni modeli so sicer grobi približki, vendar omogočajo kvantitativne razlage in napovedovanje mnogih pojavov, na primer gostoto tekočin in trdnin, difuzijo tekočin skozi molekularna sita, razporeditev atomov in ionov v kristalih ter velikost in obliko molekul.
Atomski polmeri se v periodnem sistemu elementov spreminjajo na predvidljiv iz razložljiv način. Polmeri po periodi (vrstici) od alkalijskih kovin proti žlahtnim plinom na splošno padajo, v posamezni skupini (koloni) navzdol pa rastejo. Polmer atoma od žlahtnega plina na koncu periode do alkalijske kovine na začetku naslednje periode se skokovito poveča. Trende atomskih polmerov, pa tudi drugih kemijskih in fizikalnih lastnosti elementov, se lahko razloži s teorijo elektronskih orbital. Trendi so tudi pomemben dokaz za razvoj in potrditev kvantne teorije.

## Definicije
V širši praksi se uporabljajo naslednje definicije atomskega polmera:
- Van der Waalsov polmer je v načelu polovica minimalne razdalje med jedroma dveh atomov istega elementa, ki nista vezana v isti molekuli.[3]
- Ionski polmer je nazivni polmer iona elementa v specifičnem ioniziranem stanju. Izpeljan je iz razdalje med atomskimi jedri v ionskem kristalu, v katerega je element vgrajen. Razdalja med dvema sosednjima ionoma z nasprotnima nabojema oziroma dolžina ionske vezi med njima je v načelu enaka vsoti njunih ionskih polmerov.[3]
- Kovalentni polmer je nazivni polmer atoma elementa, ki je vezan na druge elemente s kovalentno vezjo. Izpeljan je iz razdalj med atomskimi jedri v molekuli. Razdalja med dvema atomoma, ki sta vezana v molekulo, se pravi dolžina kovalentne vezi, je v načelu enaka vsoti njunih kovalentnih polmerov.[3]
- Kovinski polmer je nazivni polmer atoma elementa, ki je vezan na drug element s kovinsko vezjo.
- Bohrov polmer je polmer elektronske orbite z najnižjim energijskim stanjem, ki jo predvideva Bohrov model atoma (1913).[4][5] Uporaben je samo za atome in ione z enim samim elektronom, na primer za vodik, ioniziran helij in pozitron. Bohrov model atoma je sicer že zastarel, Bohrov polmer vodikovega atoma pa se še vedno obravnava kot pomembna fizikalna konstanta.

## Empirično izmerjeni atomski polmeri
V naslednji preglednici so prikazani empirično izmerjeni kovalentni polmeri elementov, ki jih je leta 1964 objavil J.C. Slater. Vrednosti so v pikometrih (pm) s točnostjo približno 5 pm. 
| Skupina →  | 1      | 2      | 3      | 4      | 5      | 6      | 7      | 8      | 9      | 10     | 11     | 12     | 13     | 14     | 15     | 16     | 17     | 18  |  |
| Perioda ↓  |        |        |        |        |        |        |        |        |        |        |        |        |        |        |        |        |        |     |  |
| 1          | H 25   |        |        |        |        |        |        |        |        |        |        |        |        |        |        |        |        | He  |  |
| 2          | Li 145 | Be 105 |        |        |        |        |        |        |        |        |        |        | B 85   | C 70   | N 65   | O 60   | F 50   | Ne  |  |
| 3          | Na 180 | Mg 150 |        |        |        |        |        |        |        |        |        |        | Al 125 | Si 110 | P 100  | S 100  | Cl 100 | Ar  |  |
| 4          | K 220  | Ca 180 | Sc 160 | Ti 140 | V 135  | Cr 140 | Mn 140 | Fe 140 | Co 135 | Ni 135 | Cu 135 | Zn 135 | Ga 130 | Ge 125 | As 115 | Se 115 | Br 115 | Kr  |  |
| 5          | Rb 235 | Sr 200 | Y 180  | Zr 155 | Nb 145 | Mo 145 | Tc 135 | Ru 130 | Rh 135 | Pd 140 | Ag 160 | Cd 155 | In 155 | Sn 145 | Sb 145 | Te 140 | I 140  | Xe  |  |
| 6          | Cs 260 | Ba 215 | *      | Hf 155 | Ta 145 | W 135  | Re 135 | Os 130 | Ir 135 | Pt 135 | Au 135 | Hg 150 | Tl 190 | Pb 180 | Bi 160 | Po 190 | At     | Rn  |  |
| 7          | Fr     | Ra 215 | **     | Rf     | Db     | Sg     | Bh     | Hs     | Mt     | Ds     | Rg     | Cn     | Uut    | Uuq    | Mc     | Uuh    | Uus    | Uuo |  |
|            |        |        |        |        |        |        |        |        |        |        |        |        |        |        |        |        |        |     |  |
| Lantanoidi | *      | La 195 | Ce 185 | Pr 185 | Nd 185 | Pm 185 | Sm 185 | Eu 185 | Gd 180 | Tb 175 | Dy 175 | Ho 175 | Er 175 | Tm 175 | Yb 175 | Lu 175 |        |     |  |
| Aktinoidi  | **     | Ac 195 | Th 180 | Pa 180 | U 175  | Np 175 | Pu 175 | Am 175 | Cm     | Bk     | Cf     | Es     | Fm     | Md     | No     | Lr     |        |     |  |
|            |        |        |        |        |        |        |        |        |        |        |        |        |        |        |        |        |        |     |  |

## Razlaga splošnih trendov
Način, kako atomskih polmeri naraščajo z naraščajočim vrstnim številom, se lahko razloži z razporeditvijo elektronov na elektronskih orbitalah z nespremenljivo kapaciteto. Orbitale se običajno polnijo po vrsti od najbližje do najbolj oddaljene. Z naraščanjem vrstnega števila po posamezni vrstici (periodi) periodnega sistema se negativni vpliv elektronov zaradi njihove vedno večje oddaljenosti od jedra manjša, zato vedno večji pozitivni naboj jedra povzroči zmanjševanje atomskih polmerov. V žlahtnih plinih je najbolj zunanja orbitala polna, zato se bo šel dodatni elektron naslednje alkalijske kovine na novo najbolj zunanjo orbitalo, kar bo povzročilo skokovito povečanje atomskega polmera.
Naraščajoči pozitivni naboj jedra se delno kompenzira z naraščajočim številom elektronov. Pojav se imenuje ščitenje in pojasnjuje naraščanje atomskih polmerov po skupini navzdol. Ščitenje je v dveh primerih (lantanoidna kontrakcija in kontrakcija bloka d) manj učinkovito, zato so atomi manjši kot bi sicer pričakovali.
Najpomembnejši pojavi, ki vplivajo na atomski polmer elementa, so prikazani v naslednji preglednici.
| Činitelj             | Princip                                                                     | Narašča s/z...                             | Trend                | Vpliv na polmer                           |
| -------------------- | --------------------------------------------------------------------------- | ------------------------------------------ | -------------------- | ----------------------------------------- |
| elektronske orbitale | kvantna mehanika                                                            | osnovnimi in azimutskimi kvantnimi števili | atomski polmer raste | narašča po koloni navzdol                 |
| naboj jedra          | protoni jedra privlačijo elektrone                                          | vrstno število                             | atomski polmer pada  | naboj po posamezni periodi pada           |
| ščitenje             | na elektrone na zunanjih orbitalah deluje odbojna sila notranjih elektronov | število elektronskih ovojnic               | atomski polmer raste | zmanjša se vpliv pozitivnega naboja jedra |

### Lantanoidna kontrakcija
Elektroni na podorbitali 4f, ki se progresivno polni od cerija (Z = 58) do lutecija (Z = 71), niso posebno učinkoviti  pri ščitenju naraščajočega naboja jedra pred bolj zunanjimi podorbitalami. Elementi, ki neposredno sledijo lantanu, imajo zato manjše atomske polmere kot bi pričakovali. Njihovi atomski polmeri  so skoraj enaki atomskim polmerom (in kemiji) elementov, ki so v periodnem sistemu neposredno nad njimi: hafnij ima skoraj enak polmer (in kemijo) kot cirkonij, tantal kot niobij in tako naprej. Vpliv lantanoidne kontrakcije je opazen vse do platine (Z = 78), za njo pa ga zamaskira relativistični učinek, poznan kot učinek inertnih parov.
Lantanoidna  kontrakcija je vzrok za naslednje pojave: 
- Velikost ionov Ln3+ z naraščajočim vrstnim številom pravilno pada. V skladu s Fajansovimi pravili z manjšanjem velikosti Ln3+ naraščajo kovalentne lastnosti in padajo bazične lastnosti med Ln3+ in OH-  ioni v Ln(OH)3. Velikosti Ln3+ padajo v naslednjem zaporedju: La3+ > Ce3+ > ... , ... > Lu3+.
- Ionski polmeri se z naraščajočim vrstnim številom pravilno manjšajo.
- Reduktivne lastnosti pravilno padajo.
- Prehodne kovine iz druge in tretje vrstice bloka d imajo zelo podobne lastnosti.
- Elementi se v naravnih mineralih pojavljajo skupaj in jih je težko ločiti.

### Kontrakcija bloka d
Kontrakcija bloka d je manj prepoznavna kot lantanoidna kontrakcija, vendar izhaja iz istega vzroka. V tem primeru gre za slabo sposobnost ščitenja 3d elektronov, ki vplivajo na atomske polmere  in kemijo elementov, ki sledijo prvi vrstici prehodnih kovin, se pravi na elemente od galija (Z = 31) do broma (Z = 35).

## Izračunani atomski polmeri
V naslednji preglednici so zbrani atomski polmeri, izračunani iz teoretičnih modelov, ki so jih objavili Enrico Clementi in drugi leta 1967. Dimenzije so v pikometrih.
| Skupina →  | 1      | 2      | 3      | 4      | 5      | 6      | 7      | 8      | 9      | 10     | 11     | 12     | 13     | 14     | 15     | 16     | 17    | 18     |  |
| Perioda ↓  |        |        |        |        |        |        |        |        |        |        |        |        |        |        |        |        |       |        |  |
| 1          | H 53   |        |        |        |        |        |        |        |        |        |        |        |        |        |        |        |       | He 31  |  |
| 2          | Li 167 | Be 112 |        |        |        |        |        |        |        |        |        |        | B 87   | C 67   | N 56   | O 48   | F 42  | Ne 38  |  |
| 3          | Na 190 | Mg 145 |        |        |        |        |        |        |        |        |        |        | Al 118 | Si 111 | P 98   | S 88   | Cl 79 | Ar 71  |  |
| 4          | K 243  | Ca 194 | Sc 184 | Ti 176 | V 171  | Cr 166 | Mn 161 | Fe 156 | Co 152 | Ni 149 | Cu 145 | Zn 142 | Ga 136 | Ge 125 | As 114 | Se 103 | Br 94 | Kr 88  |  |
| 5          | Rb 265 | Sr 219 | Y 212  | Zr 206 | Nb 198 | Mo 190 | Tc 183 | Ru 178 | Rh 173 | Pd 169 | Ag 165 | Cd 161 | In 156 | Sn 145 | Sb 133 | Te 123 | I 115 | Xe 108 |  |
| 6          | Cs 298 | Ba 253 | *      | Hf 208 | Ta 200 | W 193  | Re 188 | Os 185 | Ir 180 | Pt 177 | Au 174 | Hg 171 | Tl 156 | Pb 154 | Bi 143 | Po 135 | At    | Rn 120 |  |
| 7          | Fr     | Ra     | **     | Rf     | Db     | Sg     | Bh     | Hs     | Mt     | Ds     | Rg     | Cn     | Uut    | Uuq    | Mc     | Uuh    | Uus   | Uuo    |  |
|            |        |        |        |        |        |        |        |        |        |        |        |        |        |        |        |        |       |        |  |
| Lantanoidi | *      | La     | Ce     | Pr 247 | Nd 206 | Pm 205 | Sm 238 | Eu 231 | Gd 233 | Tb 225 | Dy 228 | Ho     | Er 226 | Tm 222 | Yb 222 | Lu 217 |       |        |  |
| Aktinoidi  | **     | Ac     | Th     | Pa     | U      | Np     | Pu     | Am     | Cm     | Bk     | Cf     | Es     | Fm     | Md     | No     | Lr     |       |        |  |
|            |        |        |        |        |        |        |        |        |        |        |        |        |        |        |        |        |       |        |  |